# Repište (Słowacja)
Repište (węg. Repistye) – wieś (obec) na Słowacji położona w kraju bańskobystrzyckim, w powiecie Żar nad Hronem. Pierwsze wzmianki o miejscowości pochodzą z roku 1388. 
Według danych z dnia 31 grudnia 2012, wieś zamieszkiwały 302 osoby, w tym 145 kobiet i 157 mężczyzn.
W 2001 roku rozkład populacji względem narodowości i przynależności etnicznej wyglądał następująco:
- Słowacy – 98,4%
- Czesi – 0,32%
- Niemcy – 0,32%
- Węgrzy – 0,96%

Ze względu na wyznawaną religię struktura mieszkańców kształtowała się w 2001 roku następująco:
- Katolicy rzymscy – 97,44%
- Ewangelicy – 1,6%
- Ateiści – 0,96%